# El Camino
El Camino je sedmé studiové album amerického rockového dua The Black Keys. Album vyšlo 6. prosince 2011 u vydavatelství Nonesuch Records a spolu s členy skupiny jej produkoval Danger Mouse. Za album skupina získala cenu Grammy v kategorii nejlepší rockové album a singl „Lonely Boy“ získal stejnou cenu v kategoriích nejlepší rocková píseň a nejlepší rockový výkon. Svůj název album dostalo podle automobilu Chevrolet El Camino, na jeho obalu však byla použita fotografie vozu Plymouth Grand Voyager, ve kterém skupina v začátcích své kariéry jezdila.

## Seznam skladeb
Autory všech skladeb jsou Dan Auerbach, Patrick Carney a Danger Mouse.
| Pořadí | Název                   | Délka |
| ------ | ----------------------- | ----- |
| 1.     | Lonely Boy              | 3:13  |
| 2.     | Dead and Gone           | 3:41  |
| 3.     | Gold on the Ceiling     | 3:44  |
| 4.     | Little Black Submarines | 4:11  |
| 5.     | Money Maker             | 2:57  |
| 6.     | Run Right Back          | 3:17  |
| 7.     | Sister                  | 3:25  |
| 8.     | Hell of a Season        | 3:45  |
| 9.     | Stop Stop               | 3:30  |
| 10.    | Nova Baby               | 3:27  |
| 11.    | Mind Eraser             | 3:15  |

## Obsazení
The Black Keys
- Dan Auerbach – zpěv, kytara
- Patrick Carney – bicí

Ostatní hudebníci
- Danger Mouse – klávesy
- Leisa Hans – zpěv
- Heather Rigdon – zpěv
- Ashley Wilcoxson – zpěv

Technická podpora
- Danger Mouse – produkce
- The Black Keys – produkce
- Kennie Takahashi – zvukový inženýr
- Collin Dupuis – asistent zvukového inženýra
- Tchad Blake – mixing
- Tom Elmhirst – mixing
- Ben Baptie – mixing
- Brian Lucey – mastering